# Макганн, Пол
Пол Макганн (англ. Paul McGann, 14 ноября 1959) — английский актёр, прославившийся главной ролью в сериале BBC «Мятежник с моноклем». Также известен благодаря роли в фильме «Уитнэйл и я» 1987 года и роли Восьмого Доктора в полнометражном фильме «Доктор Кто» 1996 года.

## Биография

### Детство
Пол Макганн родился 14 ноября 1959 в Ливерпуле в католической семье ирландского происхождения. Родители поощряли способности сына с раннего возраста. Дальнейшее развитие его талант получил в одной из ливерпульских школ. Там учитель заметил одаренного юношу и предложил ему начать обучение в Королевской академии драматического искусства. Макганн последовал совету и начал актёрскую карьеру, которая продолжается уже более трёх десятилетий.

### Личная жизнь
Макганн известен своим желанием держать личную жизнь подальше от средств массовой информации, однако ему не всегда это удаётся. В 1992 году актёр женился на Энни Милнер, с которой у него есть двое общих сыновей — Джо Макганн (р. 1988) и Джейк Макганн (р. 1990).
В 2003 году у него начались романтические отношения с актрисой Сюзанной Харкер. Они разошлись в 2008, сейчас Макганн живёт со своей новой семьёй в Бристоле.

## Карьера

### Начало
Первой серьёзной ролью Макганна стала роль британского преступника и дезертира Перси Топлиса в сериале «Слепой бунтарь» в 1986 году. Фильм был снят по мотивам одноимённой книги Уильяма Эллисона и Джона Фейрли.
После роли Перси Топлиса он стремился получить менее противоречивую и более комедийную роль. Ему это удалось — следующей его ролью стала роль таинственного «Я» в культовой комедии Брюса Робинсона «Уитнэйл и я». Затем он сыграл роль Антона Скребенського в фильме «Радуга». Также в ранних появлений Макганна в кино являются роли в фильмах «Монк», «Дилер», «Дерево рук», «Империя Солнца», роль Голика в фильме «Чужой 3». Также Макганн должен был сыграть Шарпа в сериале "Приключения королевского стрелка Шарпа", но получил травму колена, играя в футбол в Крыму и его вынужденно заменил Шон Бин, который и снялся в этой роли во всех остальных сериях.

### Доктор Кто
10 января 1996 года было объявлено, что Полу Макганну выпала честь сыграть Восьмого Доктора в фильме «Доктор Кто». В этом фильме также снимались Эрик Робертс, Дафни Ешбрук, его брат Марк Макганн и Сильвестр Маккой, который играл Седьмого Доктора.
Фильм «Доктор Кто» стал совместным детищем BBC, Universal Pictures и Fox Broadcasting Company. Пол Макганн подписал контракт, по которому обязывался играть Восьмого Доктора, если одна из этих телекомпаний возьмется за съёмки сериала. Фильм вышел 14 мая 1996 года. Его посмотрели 9 миллионов зрителей в Великобритании, но в США рейтинги были очень низкими, поэтому было решено не продолжать съёмки сериала. Все права на проект вернулись к BBC.
Хотя Макганн почти не появлялся в роли Восьмого Доктора на телевидении, он исполнил эту роль в многочисленных аудиопостановках компании Big Finish Productions.
Девять лет Пол Макганн был «нынешним» Доктором, пока его в 2005 году не сменил Кристофер Экклстон. Таким образом Пол Макганн самый долгий период времени оставался «нынешним» Доктором, на 40 дней обойдя по этому показателю его предшественника — Сильвестра Маккоя. Также появлялся в приквеле к юбилейному 50-летнему выпуску «День Доктора», в которой регенерировал в неизвестное воплощение, сыгранное Джоном Хёртом.

### После «Доктора Кто»
Несколько лет после роли Доктора Пол Макганн продолжал разнообразить свои роли, снимаясь в телесериалах и фильмах. Так, в 1997 году он снялся в фильмах «Сказка: Правдивая история» и «Застой», а в 1998 году — в фильме «Танец Шивы».
В 2000-х он принял участие в фильмах «Моё королевство», «Прослушивание». В 2001—2003 г. снимался в сериале о приключениях Горацио Хорнблауэра в роли лейтенанта Буша. В 2006 году он получил роль в телепьесе «Легкая походка». В 2007 году начал сниматься в сериале «Вызов поцелуем». С 2010 по 2013 год играл роль Марка Норта в телесериале Лютер.

## Фильмография
| Год       |     | Русское название                    | Оригинальное название        | Роль                                                     |
| --------- | --- | ----------------------------------- | ---------------------------- | -------------------------------------------------------- |
| 1986      | ф   | Мятежник с моноклем                 | The Monocled Mutineer        | Перси Топлис                                             |
| 1987      | ф   | Уитнэйл и я                         | Withnail and I               | Марвуд                                                   |
| 1987      | ф   | Империя солнца                      | Empire of the Sun            | лейтенант Прайс                                          |
| 1989      | ф   | Радуга                              | The Rainbow                  | Антон Скребенский                                        |
| 1989      | ф   | Дельцы                              | Dealers                      | Дэниел Паско                                             |
| 1990      | ф   | Монах                               | The Monk                     | Отец Лоренцо Рохас                                       |
| 1990      | ф   | Бумажная маска                      | Paper Mask                   | Мэтью Харрис                                             |
| 1991      | ф   | Боязнь темноты                      | Afraid of the Dark           | Тони Далтон                                              |
| 1992      | ф   | Чужой 3                             | Alien 3                      | Голик                                                    |
| 1993      | ф   | Три мушкетёра                       | The Three Musketeers         | Жирар/Жюссак                                             |
| 1996      | ф   | Доктор Кто                          | Doctor Who                   | Восьмой Доктор                                           |
| 1996      | тф  | Екатерина Великая                   | Catherine the Great          | Григорий Потемкин                                        |
| 1997      | ф   | Сказка: Правдивая история           | FairyTale: A True Story      | Артур Райт                                               |
| 1997      | ф   | Падение                             | Downtime                     | Роб                                                      |
| 1998      | ф   | Танец Шивы                          | The Dance of Shiva           | капитан Гревилл                                          |
| 2001      | ф   | Мое королевство                     | My Kingdom                   |                                                          |
| 2002      | ф   | Королева проклятых                  | Queen of the Damned          | Дэвид Тальбот                                            |
| 2003      | кор | Слушание                            | Listening                    |                                                          |
| 2003      | ф   | Капитан Хорнблауэр: Верность        | Hornblower: Loyalty          | лейтенант Буш                                            |
| 2005      | ф   | Джипо                               | Gypo                         | Пол                                                      |
| 2009      | ф   | Убийцы вампирш-лесбиянок            | Lesbian Vampire Killers      | викарий                                                  |
| 2010      | с   | Лютер                               | Luther                       | Марк Норт                                                |
| 2013      | с   | Улица потрошителя                   | Ripper Street                | Стенли Бон                                               |
| 2013—2016 | с   | Двигаясь вперёд                     | Moving On                    | Фил (1 эпизод), режиссёр (2 эпизода)                     |
| 2013—2022 | с   | Доктор Кто                          | Doctor Who                   | Восьмой Доктор (эпизоды «Ночь Доктора» и «Сила Доктора») |
| 2013      | кор | (Почти) Пять Докторов: Перезагрузка | The Five(ish) Doctors Reboot | в роли себя                                              |
| 2014      | с   | Код убийства                        | The Bletchley Circle         | Джон Ричардс (1 эпизод)                                  |
| 2015      | ки  | Lego Dimensions                     | Lego Dimensions              | Восьмой Доктор                                           |
| 2016      | с   | Мушкетёры                           | The Musketeers               | святой Пьер (1 эпизод)                                   |
| 2016      | ф   | Письма из Багдада                   | Letters from Baghdad         | Генри Кадоган (голос)                                    |
| 2017—2018 | с   | Холби Сити                          | Holby City                   | Джон Гаскелл (40 эпизодов)                               |
| 2021—2023 | с   | Анника                              | Annika                       | доктор Джейк Стратерн (6 эпизодов)                       |
| 2022      | с   | Энн                                 | Anne                         | Малькольм Торнтон (1 эпизод)                             |
| 2022      | с   | Макдональд и Доддс                  | McDonald & Dodds             | Арчи Эддингтон (1 эпизод)                                |
| 2023      | ф   | Кунг-фу принцесса                   | Mia and the Dragon Princess  | Уолш                                                     |